# Château de Rivarossa
Le château de Rivarossa (en italien : Castello di Rivarossa) est un ancien château-fort situé dans la commune de Rivarossa au Piémont en Italie.

## Histoire
Les origines du château ne sont pas précisément documentées, mais une résidence féodale appartenant aux comtes de Valperga existe déjà en 1237. Au XVIe siècle, à la suite de la bataille de Volpiano, la structure subit d'importants dommages,. Au fil des siècles, le bâtiment fait l’objet de plusieurs interventions, dont une importante restauration en 1825 réalisée par la famille Daziani, alors sa propriétaire.

## Description
Le château conserve des éléments de sa structure d'origine, notamment le mur d'enceinte défensif sur la façade principale. Sur le côté droit, une casemate reste visible, tandis qu'au-delà des remparts se dresse une tour, au sommet de laquelle une tribune de style éclectique a été ajoutée par la suite, formant un belvédère.